# Calamus acaulis
Calamus acaulis är en enhjärtbladig växtart som beskrevs av A.J.Hend., N.K.Ban och N.Q.Dung. Calamus acaulis ingår i släktet Calamus och familjen Arecaceae. Inga underarter finns listade i Catalogue of Life.